# 海棠越桔
海棠越桔（学名：Vaccinium haitangense），为杜鹃花科越桔属下的一个种。

## 扩展阅读
維基物種上的相關：海棠越桔